# D’Aux
D’Aux war ein französischer Hersteller von Automobilen.

## Unternehmensgeschichte
Das Unternehmen aus Reims übernahm 1924 die Produktion von Causan. Der Markenname lautete D’Aux. 1925 endete die Produktion.

## Fahrzeuge
Das einzige Modell war ein Cyclecar. Es war mit einem Einzylinder-Zweitaktmotor mit 350 cm³ Hubraum und einem Zweiganggetriebe ausgestattet. Die Höchstgeschwindigkeit war mit 58 km/h angegeben.